# Émilien Lucien Arnault
Émilien Lucien Arnault (1787 – 1863) foi um dramaturgo francês.

## Biografia
Filho primogénito de Antoine-Vincent Arnault, foi Autor de várias tragédias. Escreveu Pièrre de Portugal et Sartorius, tragédias, Paris, 1827. Os papéis dos protagonistas nas suas peças foram interpretados pelo célebre trágico François-Joseph Talma.